# Jöran Salmson
Jöran Charles Mario Salmson, född 12 augusti 1911 i Nacka, död 11 juni 1999 i Hägerstens församling i Stockholm, var en svensk konstnär, tecknare, skulptör, konstpedagog och skolledare.
Han var son till bankkamreren Emil Salmson och Mathilde Maria Hildebrand samt farbror till Fred Salmson. Han var gift i första äktenskapet 1941–1967 med Gunni Sofia Charlotta Tholén och i ett andra äktenskap 1967–1975 med Ulla-Anna Bergvind.
Salmson studerade vid Tekniska skolan 1928–1930 och vid Edward Berggrens målarskola samt för Otte Sköld, Akke Kumlien och Birger Simonsson vid Konsthögskolan i Stockholm 1930–1936. Han genomförde ett antal studieresor till Nederländerna, Frankrike, Tyskland Italien och Spanien. Han tilldelades det Kinmansonska stipendiet 1935 och Göteborgs stads kulturstipendium 1958. Separat ställde han bland annat ut i Gävle, Sandviken och Stockholm. Tillsammans med Simon Sörman och Harald Lindberg ställde han ut på Göteborgs konsthall och tillsammans med Knut Irwe, Bertil Norell och Signhild Stenport på Galerie Moderne i Stockholm samt tillsammans med Egon Schröder och Wilgot Lind i Skara. Under de år han var bosatt i Göteborg anslöt han sig till Grupp 54 och ställde tillsammans med Bror Person ut på Galleri 54. Han medverkade i Stockholmssalongen på Liljevalchs konsthall, grupputställningar på Galleri Aveny i Göteborg samt samlingsutställningar arrangerade av Sveriges allmänna konstförening. Bland hans större offentliga arbeten märks en muralmålning på Tigerfabriken och hotell Carlia i Uddevalla samt för företaget Woodexport i Göteborg. Hans konst bestod till en början av landskapsmålningar men han övergick senare till porträtt och figurkompositioner och har efter 1958 huvudsakligen arbetat med nonfigurativa kompositioner utförda i olja, pastell eller tempera. Han utförde illustrationerna till en svensk katolsk bönbok. Han var lärare på Gerlesborgsskolan, när den startade 1944 och han var 1960 med och startade Stockholms universitets kursverksamhet Grundskolan för konstnärlig utbildning där han arbetade som lärare och rektor fram till 1978. Salmson finns representerad vid Malmö museum, Göteborgs konsthall och Aguélimuseet i Sala.
Han utgav även romanen Strax före slaktarens död .